# Marmorata pauliani
Marmorata pauliani är en fjärilsart som beskrevs av Pierre E.L. Viette 1980. Marmorata pauliani ingår i släktet Marmorata och familjen snigelspinnare. Inga underarter finns listade i Catalogue of Life.